# 2013年金馬奇幻影展
2013年金馬奇幻影展是在2013年3月29日至4月11日，於臺灣的台北舉辦。

## 簡介
參展影片如下：
- 马利克·本德杰鲁《寻找小糖人》
- 福田雄一《瘋狂假面》

焦點導演：大衛·林區
- 《橡皮頭》
- 《象人》
- 《藍絲絨》
- 《我心狂野》
- 《穆荷蘭大道》
- 《內陸帝國》

## 外部連結
- 金馬奇幻影展（页面存档备份，存于）